# Anton Yelchin
Anton Viktorovich Yelchin (rusky Антон Викторович Ельчин, českým přepisem Anton Viktorovič Jelčin; 11. března 1989 Leningrad, Ruská SFSR – 19. června 2016 Los Angeles, Kalifornie) byl americký herec ruského původu, známý ztvárněním Kylea Reese, jedné z hlavních rolí sci-fi filmu Terminator Salvation (2009), a také postavou navigátora Pavla Čechova ve filmové sérii Star Trek.

## Kariéra
Narodil se v ruském Leningradě (dnešním Petrohradě) manželskému páru známých profesionálních krasobruslařů Irině a Viktorovi Jelčinovým. V září 1989 s ním rodiče emigrovali do Spojených států amerických. Vyrůstal v Los Angeles, kde pak také navštěvoval Univerzitu Jižní Kalifornie.
Hrát začal na konci 90. let 20. století, v televizi i ve filmu se poprvé objevil v roce 2000, jako devítiletý ve filmu A Man Is Mostly Water nebo v 13. dílu šesté řady seriálu Pohotovost.
O rok později účinkoval v kriminálním thrilleru Jako pavouk po boku Morgana Freemana nebo s Anthonym Hopkinsem v dramatu Srdce v Atlantidě podle předlohy Stephena Kinga. V roce 2002 se objevil ve dvou dílech minisérie Uneseni z produkce Stevena Spielberga. V letech 2004–2006 působil v seriálu Huff. V následujících letech hrál ve filmech, jako jsou Nezapomenutelné dětství Davida Duchovnyho (2005), kriminální thriller Alpha Dog (2006) nebo Charlie Bartlett (2007), v němž ztvárnil titulní roli nezvladatelného chlapce z bohaté rodiny.
Studio Paramount s režisérem J. J. Abramsem ho posléze obsadilo do role mladého navigátora Pavla Čechova v nové filmové verzi sci-fi Star Trek (2009). Téhož roku si zahrál také v další obnovené sci-fi, Terminator Salvation (2009).
V roce 2011 se objevil i v nezávislém filmu Pan Bobr po boku Mela Gibsona a Jodie Fosterové, která jej i režírovala. Milostný pár vytvořil s Felicity Jonesovou v romanci Zamilovaní (2011), který vyhrál Cenu velké poroty na festivalu Sundance. Společnost DreamWorks Pictures ho uvedla v remaku upírského hororu Noc hrůzy (2011) a Sony využila jeho hlasu pro postavu Nešiky v animovaných rodinných komediálních příbězích Šmoulové (2011) i Šmoulové 2 (2013).
Objevil se po boku Tildy Swintonové a Toma Hiddlestona v upírském dramatu Jima Jarmushe Přežijí jen milenci (2013), téhož roku následovalo i pokračování sci-fi Star Trek: Do temnoty (2013; Pavel Čechov). Roku 2014 v roli Quentina založil spolu s Billym Crudupem písničkářské duo Rudderless v nezávislém snímku Bez kormidla, zatímco o rok později hrál v punk-rockové kapele v thrilleru Green Room (2015).
Jednu z posledních rolí si Yelchin zahrál ve filmu Star Trek: Do neznáma, který byl připraven k uvedení do kin až po jeho smrti. Obsazen byl také do chystané adaptace Stephena Kinga, desetidílné minisérie Mr. Mercedes.
V neděli 19. června 2016 zemřel při autonehodě ve věku 27 let. Přirazilo ho vlastní auto na prudké příjezdové cestě jeho domu v losangeleské čtvrti Studio City.